# Caudillo

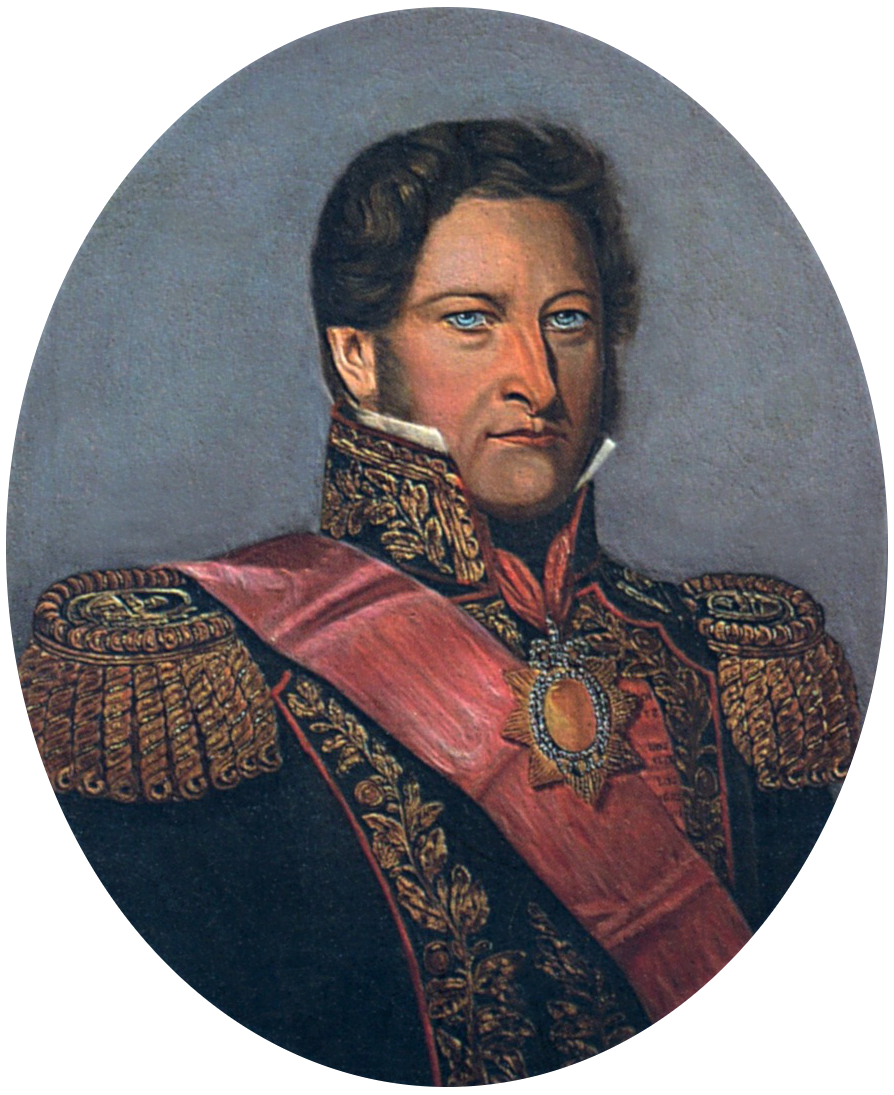
Juan Manuel de Rosas (1793–1877), argentinischer Caudillo.

Caudillo ist eine spanische Funktionsbezeichnung, die sich ursprünglich etwa mit „Oberhaupt“ oder „Heerführer“ übersetzen lässt, im modernen Sinn mit „Anführer“ beziehungsweise im Franquismus (in bewusster Anlehnung an den deutschen und italienischen Faschismus) mit „Führer“.
Heute bezeichnet Caudillo einen autoritären männlichen Politiker in Lateinamerika. Ein Caudillo tritt oft als charismatischer Populist oder mit einem revolutionären Programm auf. Die Herrschaft eines Caudillo nennt man Caudillismo oder Caudillismus.
Das spanische Wort caudillo geht über Altspanisch cabdillo zurück auf Lateinisch capitellum, eine Verkleinerungsform von lat. caput „Haupt“. Es hat dieselbe Herkunft wie das deutsche Wort Kapitell.

## Geschichte
In mittelalterlichen Texten wurde die Bezeichnung caudillo als Ehrentitel für einen Heerführer verwendet, welcher sich im Rahmen der Rückeroberung der Iberischen Halbinsel (siehe Reconquista) siegreich hervorgetan hatte. Danach geriet die Bezeichnung außer Gebrauch.
Zwischen 1820 und 1870 wurde die Bezeichnung Caudillo in Lateinamerika als Bezeichnung für einen Militärführer herangezogen, der die Macht an sich reißt, wenn die Zivilisten keine Autorität im Lande aufrechterhalten können.
Nach einigen Quellen soll das Wort caudillo negativ konnotiert sein und als caudillaje die Willkürherrschaft eines Offiziers oder eines Großgrundbesitzers bezeichnen.
Gegen eine negative Konnotation spricht der Umstand, dass sich die Bezeichnung sogar im Himno de Riego findet, einem Lied, welches den spanischen Revolutionär Rafael del Riego feiert und als revolutionäres Kampflied der Nationalhymne Spaniens während der Zweiten Republik zugrunde lag. Allerdings war die betreffende vierte Strophe des Lieds (die mit den Worten Honor al caudillo, „Ruhm dem Caudillo“, anhebt) nicht Teil der offiziellen Hymne.
Berühmt wurde der Ausdruck dadurch, dass der spanische Diktator Francisco Franco mit dem Titel Caudillo bezeichnet wurde, nachdem er im Herbst 1936 zum Oberbefehlshaber aller aufständischen Streitkräfte (Generalissimus) ernannt worden war sowie das Amt des Staatsoberhauptes und Regierungschefs übernommen hatte. Offenbar inspirierten ihn die Bezeichnungen „Führer“ und „Il Duce“ anderer europäischer Diktatoren. Mit dem Tode Francos und dem Ende des Franquismus kam das Wort außer Gebrauch. Durch ihre Anwendung auf charismatische und populistische lateinamerikanische Politiker wie Hugo Chávez und Evo Morales kommt die Bezeichnung wieder vermehrt zur Anwendung, insbesondere da der Regierungsstil des Caudillismo traditionell tief in den Präsidialsystemen und der politischen Kultur Südamerikas verankert ist.

## Gesellschaftliche Vorbedingungen für Caudillismo
Folgende Faktoren begünstigen den Aufstieg eines Caudillo:
- ökonomische Instabilität (Wirtschaftsdefizit, Schulden, Arbeitslosigkeit, Inflation)
- ungleiche Vermögensverteilung
- allgemeine ökonomische oder kulturelle Unterentwicklung (z. B. Analphabetismus)
- Tradition des Machismus, Autoritarismus oder Gewalt
- Militärische Tradition

## Merkmale eines Caudillo bzw. seiner Regentschaft
Die Eigenschaften, die einen Caudillo und seine Regentschaft charakterisieren, sind im Allgemeinen eine starke Persönlichkeit bis hin zu Personenkult, Charisma, die Fähigkeit zur politischen/militärischen Leitung, ein personalisierter, autoritärer Führungsstil und populistische Rhetorik. Caudillos verfügen häufig über Zugriff auf Massenmedien und stellen sich auf paternalistische Art und Weise als Sprecher des (armen) Volkes dar und geben vor, entschieden und kompromisslos die Probleme des Volkes zu beseitigen. Dadurch gelingt es ihnen häufig, soziale Bewegungen zu mobilisieren. Oftmals haben Caudillos eine militärische Vergangenheit und zeigen sich antidemokratisch. Ihre Regentschaft ist auf Kontinuität ausgelegt. Politische und außerparlamentarische Opposition wird häufig diskriminiert oder gewaltsam unterdrückt. Die Loyalität ihrer Gefolgsleute erhalten sich Caudillos durch Klientelismus.
Der mexikanische Soziologe Pedro Castro beschreibt den Caudillismo als autoritaristisch jedoch nicht zwangsläufig als totalitär. Anders als im Totalitarismus setzt ein Caudillo seine Macht nicht als Tyrann zur willkürlichen Unterwerfung einer ganzen Gesellschaft ein, sondern beschränkt sich auf bestimmte gesellschaftliche Bereiche und sieht sich als Regent des Volkes, der sich auf politischer Ebene an einen impliziten gesellschaftlichen Vertrag gebunden fühlt.

## Beispiele für Caudillos

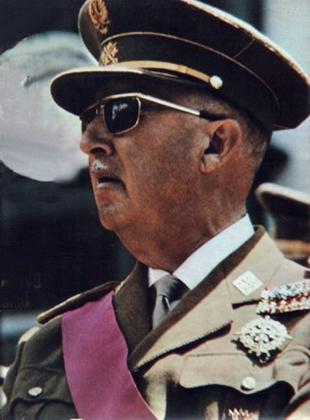
Francisco Franco, 1969

### Argentinien
- Juan Manuel de Rosas (1793–1877), Gouverneur von Buenos Aires
- Juan Facundo Quiroga (1788–1835), Gouverneur der Provinz La Rioja und Heerführer
- Juan Perón (1895–1974), zweimaliger Präsident Argentiniens

### Chile
- Bernardo O’Higgins (1778–1842), Director Supremo

### Dominikanische Republik
- Rafael Leónidas Trujillo Molina (1891–1961), de-facto-Diktator zwischen 1930 und 1961

### Ecuador
- Gabriel García Moreno, zweimaliger Präsident von Ecuador zwischen 1859 und 1875

### Kuba
- Fulgencio Batista (1901–1973), kubanischer Präsident und Diktator
- Fidel Castro (1926/1927–2016), kubanischer Revolutionsführer und Staatschef

### Mexico
- Antonio López de Santa Anna (1794–1876), Präsident
- Emiliano Zapata (1879–1919), Revolutionär[8]

### Paraguay
- Alfredo Stroessner (1912–2006), diktatorisch regierender Präsident zwischen 1954 und 1989

### Spanien
- Francisco Franco (1892–1975), spanischer Diktator und Generalissimus

### Venezuela
- José Antonio Páez (1790–1873), Präsident
- José Tadeo Monagas (1784–1868), Präsident
- Ezequiel Zamora (1817–1860), Bürgerkriegsgeneral und Bauernführer
- Cipriano Castro (1859–1924), Präsident
- Hugo Chávez (1954–2013), Präsident